# Anan (Alto Garona)
 Anan  es una población y comuna francesa, en la región de Mediodía-Pirineos, departamento de Alto Garona, en el distrito de Saint-Gaudens y cantón de L'Isle-en-Dodon.

## Demografía
| 308 | 270 | 261 | 244 | 238 | 230 |
| Para los censos de 1962 a 1999 la población legal corresponde a la población sin duplicidades (Fuente: INSEE [Consultar]) |     |     |     |     |     |